# Стюарт (острів)

Топографічна мапа острова Стюарт

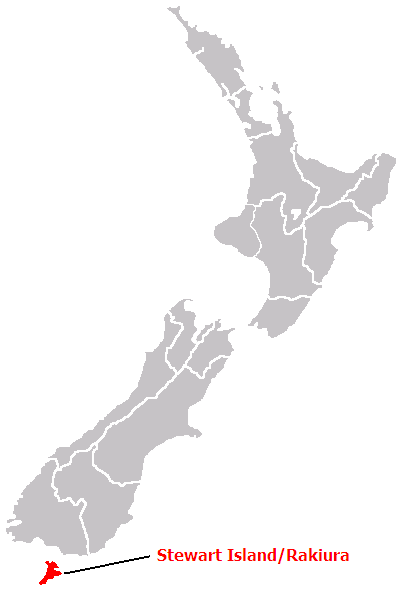
Острів Стюарт на мапі Нової Зеландії

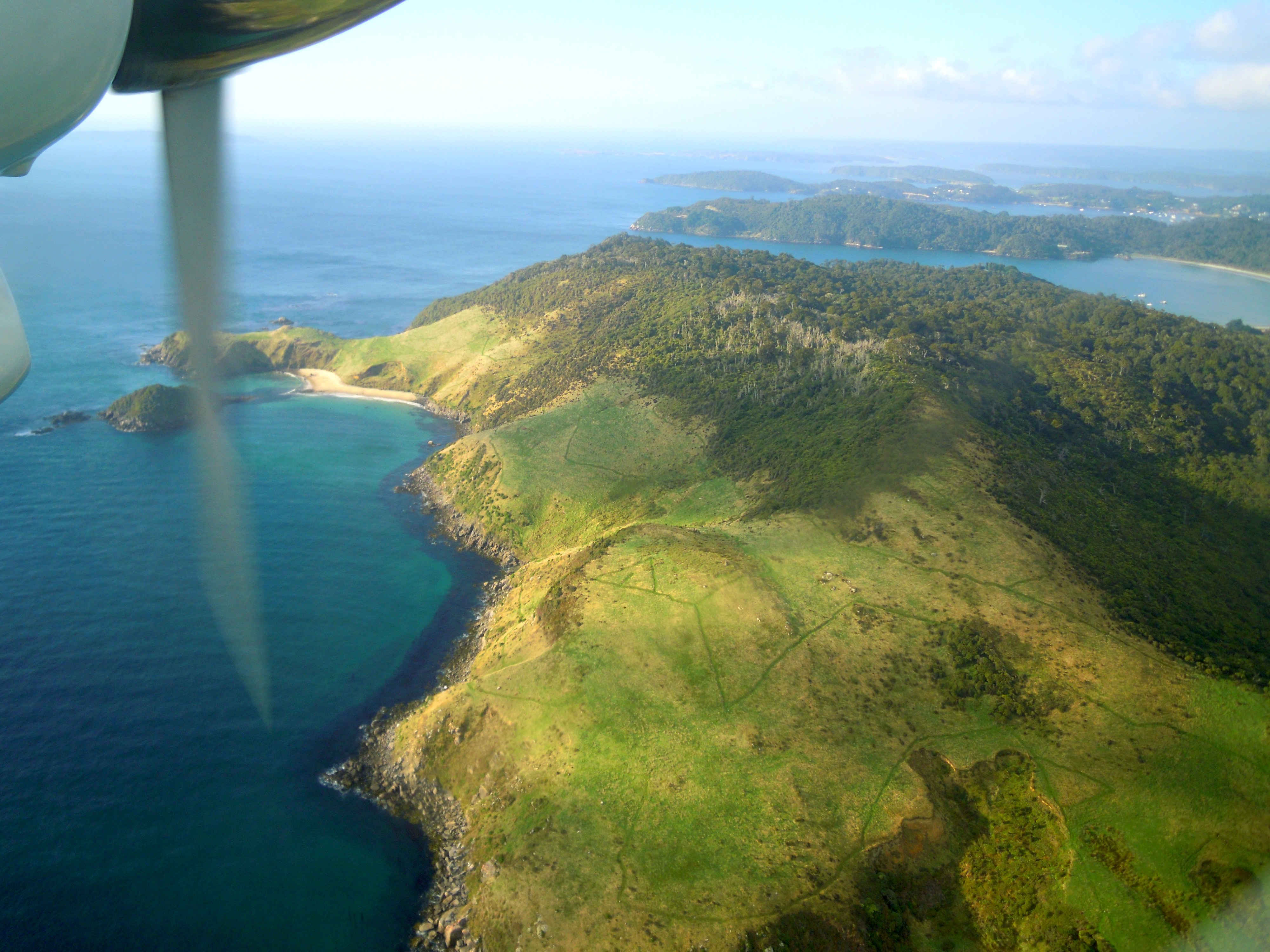
Північна частина острова Стюарт з висоти пташиного польоту

Острів Стюарт (англ. Stewart Island) або Ракіура (маор. Rakiura) — третій за площею острів Нової Зеландії, розташований за 30 км на південь від Південного острова і відокремлений від нього протокою Фово. Населення острова трохи понад 400 осіб, більшість з яких проживає в єдиному на острові місті Обан.

## Історія
Острів вперше був відкритий капітаном Джеймсом Куком у 1770 році, але тоді він вважав, що відкрита ним земля є частиною Південного острова. У 1809 році Вільям Стюарт на кораблі «Пегас», в ході дослідницької експедиції, довів що дана земля є островом. Пізніше острів отримав його ім'я. Мовою маорі острів носить назва Ракіура, що можна перекласти як «Палаючі Небеса» — можливо на честь відомих полярних сяйв, характерних для острова.
У 1841 на всій території острова була утворена одна з трьох нових провінцій Нової Зеландії, названа Новий Ленстер. Проте проіснувала вона всього п'ять років, і з ухваленням Новозеландського закону про конституцію 1846 провінція стала частиною Нового Мюнстера, провінції, яка включала весь Південний острів. У 1853 році Новий Мюнстер був скасований, Острів Стюарт став частиною провінції Отаго. У 1861 році з провінції Отаго відокремилася провінція Саутленд, частиною якої став Стюарт. У 1876 розділення країни на провінції було скасовувано. З того часу і по теперішній острів входить до складу регіону Саутленд.

## Географія
Площа острова становить 1746 км². Найвища точка острова — гора Англем, розташована поблизу північного узбережжя і має висоту 979 метрів. Північна частина острова гориста, розчленована заболоченими долинами невеликих річок, найбільша з яких річка Фрешуотер. Південна частина острова більш рівнинна, тут протікають річки Ракіхуа, Тоїтої, Бога і декілька дрібніших. Мис Південно-західний на крайньому південному заході острова, є найпівденнішою точкою острова і всього головного пасма островів Нової Зеландії.
Три великих і безліч дрібних острівців оточують острів Стюарт. Найбільші серед них: острів Руапьюк, в Протоці Фово, за 32 км на північний схід від Обана; острів Кодфіш (Венуахоу), поблизу північно-західного узбережжя; і острів Біг Саут Кейп, поблизу південно-західної околиці острова. Більш ніж 80 % території острова належать Національному Парку Ракіура — це наймолодший національний парк Нової Зеландії.

## Населення
Єдиним постійним населеним пунктом на острові є місто Обан, населення якого, згідно з переписом 2001 року, становило 387 осіб. Раніше на південному узбережжі розташовувався ще один населений пункт — Порт-Пегасус, в ньому було декілька крамниць, пошта, складські приміщення, наразі — нежилий.

## Транспорт і інфраструктура
Острів Стюарт з Південним островом зв'язує регулярна поромна переправа Блафф — Обан. Також є повітряне сполучення з Інверкагіллом, що виконує авіакомпанія Stewart Island Flights. Літаки також іноді здійснюють посадку на піщаному березі бухти Массон. Головною статтею доходів острова є рибальство, а також, меншою мірою, — сільське господарство, переробка дерева і туризм.

## Геомагнітна аномалія
Через магнітну аномалію, на острові, розташованому в помірних широтах (48° пвд. ш.), є можливість спостерігати полярні сяйва. Це те ж саме, що, наприклад, в Україні мешканці Виноградова, Рахова, Кривого Рогу, Запоріжжя чи Донецька регулярно спостерігали б полярне сяйво.

## Ресурси Інтернету
- Національний парк Ракиура (англ.)
- Новини острова [Архівовано 25 грудня 2021 у Wayback Machine.] (англ.)
- Stewart Island Flights [Архівовано 9 листопада 2007 у Wayback Machine.]